# Chester (Illinois)
Chester is een plaats (city) in de Amerikaanse staat Illinois, en valt bestuurlijk gezien onder Randolph County.

## Demografie
Bij de volkstelling in 2000 werd het aantal inwoners vastgesteld op 5185.
In 2006 is het aantal inwoners door het United States Census Bureau geschat op 7840, een stijging van 2655 (51,2%).

## Geboren
- Elzie Segar (1894-1938), cartoonist
- Bob Schroeder (1928-1990), autocoureur

## Geografie
Volgens het United States Census Bureau beslaat de plaats een oppervlakte van
15,3 km², geheel bestaande uit land. Chester ligt op ongeveer 188 m boven zeeniveau.

## Plaatsen in de nabije omgeving
De onderstaande figuur toont nabijgelegen plaatsen in een straal van 20 km rond Chester.